# George King-Hall
Pour les articles homonymes, voir King-Hall.
George Fowler King-Hall (14 août 1850 - 10 septembre 1939) est un amiral de la Royal Navy.

## Biographie

### Début de la vie
King-Hall est né le 14 août 1850, deuxième fils survivant de l'amiral William King-Hall et de Louisa Forman. Son frère cadet est l'amiral Herbert King-Hall.

### Carrière militaire
Il rejoint la Royal Navy en tant que cadet en 1864 et, pendant sa période d'aspirant (Midshipman), sert à bord du HMS Challenger de 1866 à 1867.
King-Hall est promu commandant en 1885, et est capitaine du sloop HMS Penguin de 1877 à 1889, période pendant laquelle le navire est responsable de la sécurisation des Maldives en tant que protectorat britannique, et agit contre les marchands d'esclaves dans les eaux d'Afrique de l'Est.
En 1891, alors qu'il commande le HMS Melita, King-Hall supervise le sauvetage du navire de guerre français Seiguelay, qui s'est échoué au large de Jaffa. De décembre 1899 à mars 1900, il commande le cuirassé HMS Revenge, sur la Mediterranean Station (station méditerranéenne).
De mars 1900 à 1902, King-Hall sert comme chef d'état-major de John Fisher pendant que ce dernier est commandant en chef de la Mediterranean Station (station méditerranéenne), basée sur le HMS Renown,. Le 1er octobre 1902, il est affecté au cuirassé HMS Revenge, navire amiral de l'amiral Superintendent, Réserve navale, où il sert comme assistant de l'Amiral. Il est l'officier supérieur de la station de la côte d'Irlande (Commander-in-Chief, Coast of Ireland) de 1906 à 1908.

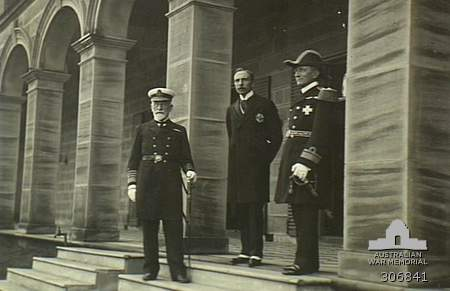
L'amiral George King-Hall (à gauche) et le contre-amiral George Patey (à droite) sont reçus par le gouverneur général Lord Denham sur les marches de l'Admiralty House, le 4 octobre 1913.

King-Hall est ensuite promu au rang d'officier général, lui permettant d'avoir le droit d'arborer un drapeau pour marquer la position depuis laquelle il exerce son commandement, et en 1911, il est nommé commandant en chef de la Australia Station (station australienne). Pendant ses deux années de commandement, King-Hall contribue à susciter le soutien du public pour la toute jeune Royal Australian Navy (RAN) et à préparer la RAN pour le transfert de la responsabilité de la défense navale de l'Australie en 1913. Pendant ses deux années de commandement, King-Hall a contribué à susciter le soutien du public pour la toute jeune Royal Australian Navy (RAN), et à préparer la RAN au transfert de la responsabilité de la défense navale de l'Australie en 1913. King-Hall a terminé ses fonctions en Australie en octobre 1913, après quoi le poste de commandant de la station australienne a été rendu superflu par le poste de contre-amiral commandant la flotte australienne de la RAN.
Il est fait chevalier de l'ordre du Bain dans les honneurs du couronnement de 1911.

### Vie ultérieure
King-Hall prend sa retraite peu après son retour en Angleterre et meurt le 13 septembre 1939.
Il est le père de deux fils et de deux filles. Son fils aîné, Stephen King-Hall, sert dans la Royal Navy avant de devenir un homme politique. Ses filles, Magdalen King-Hall et Lou King-Hall, sont des écrivaines.

## Décorations
- Chevalier commandeur de l'Ordre du Bain
 - Commandeur de l'Ordre royal de Victoria

## Source
- (en) Cet article est partiellement ou en totalité issu de l’article de Wikipédia en anglais intitulé « George King-Hall » (voir la liste des auteurs).